# Retribucija
Retribucija ili retribucijsko pravo je teorija prava koja smatra da kazna ako je odmjerena i ograničena je moralno prihvatljivi odgovor za zločin, s obzirom na žrtvu, počinitelja djela i za društvo. Princip da kazna je odmjerena za zločin je koncept koji je poznat mnogim civilizacijama od pamtivjeka, i kodacije takvih zakona mogu se pronaći u Bibliji i Kuranu ("život za život, oko za oko, zub za zub, ruku za ruku, nogu za nogu"). S moralnog gledišta retribucijske kazne odnosno proprocionalne kazne u načelu su suprotne jer proporcionalne kazne "oko za oko, zub za zub" ne mogu u ispraviti nepravdu, jer počinjavaju drugu.